# Coity Higher
Coity Higher (en anglais) ou Coety Uchaf (en gallois) est une communauté du borough de comté de Bridgend, au pays de Galles.
Située au nord-est du centre-ville de Bridgend, elle comprend les villages de Coity (en) et Litchard (en). Au recensement de 2011, elle comptait 6 078 habitants.
Elle abrite notamment les ruines du château de Coity et la prison de Parc (en).